# Ричардсон, Элис
Элис Ричардсон (англ. Alice Richardson; род. 14 мая 1987 в Вустере) — английская регбистка, флай-хав команды «Ричмонд», сборных Англии по регби-15 и регби-7. Чемпионка мира по классическому регби 2014 года, чемпионка Европы по регби-7 2012 года.

## Карьера

### Клубная
Элис занималась спортом с детства: увлекалась плаванием (проплывала дистанцию длиной до мили) и выступала за команду Мидленда, играла в теннис за ту же команду Мидленда. С 14 лет стала заниматься также регби, окончательно туда ушла в возрасте 16 лет по совету брата. Выступала за команду «Вустер». В профессиональном регби играет за «Ричмонд».

### В сборной
В сборной дебютировала в 2005 году, в возрасте 18 лет. Провела 36 игр: сама она не ведёт подсчёт сыгранных матчей. В сборной завоевала серебряную медаль чемпионата мира 2010 года.
В сборной Англии по регби-7 Элис выступает в Мировой серии и на чемпионатах Европы и мира: выиграла чемпионат Европы в 2012 году, выступала на чемпионатах мира 2009 и 2013 годов (на последнем была капитаном). Обязанности капитана также исполняла на этапе Мировой серии 2012/2013 в США.

## Личная жизнь
Элис окончила Олчестерскую среднюю школу в Уорвикшире, Олчестерскую грамматическую школу. Училась в университете Святой Марии по специальности «спортивные науки и спортивное питание», окончила его со степенью бакалавра. Дипломированный тренер по фитнесу, массажистка. Живёт в Айлворте. Мечтает открыть свою фитнес-студию. Своими кумирами называет Джессику Эннис и Роджера Федерера. Любимая актриса — Кейт Бекинсэйл.
Открытая лесбиянка, в 2015 году заключила брак со своей подругой по сборной Джоан Уотмор. В настоящее время совладелица фитнес-студии вместе с Уотмор.